# 1962 en Norvège
Chronologie de la Norvège
- 1958
- 1959
- 1960
- 1961
- 1962
- 1963
- 1964
- 1965
- 1966

Cet article présente les faits marquants de l'année 1962 en Norvège ou relatifs à la Norvège.

## Gouvernance
- Olav V est roi de Norvège.
- Einar Gerhardsen est le chef du gouvernement.

## Événements
- 23 mars : signature à Helsinki du Traité de coopération entre le Danemark, la Finlande, la Norvège et la Suède, « destiné notamment à développer leur coopération dans le domaine législatif, culturel, social, économique et des communications sans préjudice pour les travaux déjà effectués dans le cadre du Conseil nordique »[1].
- 30 avril : le ministre des affaires étrangères Havald Lange présente première demande norvégienne d'adhésion à la Communauté économique européenne (CEE)[2].

## Culture
- La Norvège a participé au Concours Eurovision de la chanson 1962, alors appelé le « Grand prix Eurovision de la chanson européenne 1962 », à Luxembourg-Ville, au grand-duché du Luxembourg. C'est la 3e participation norvégienne au Concours Eurovision de la chanson. Le pays est représenté par la chanteuse Inger Jacobsen et la chanson Kom sol, kom regn, sélectionnées par la Norsk rikskringkasting au moyen de la finale nationale Melodi Grand Prix.

## Naissances
- Naissance en Norvège en 1962

## Décès
- Décès en Norvège en 1962